# Campionati mondiali di nuoto in vasca corta 2021 - 100 metri dorso femminili
La gara di nuoto dei 100 metri dorso femminili dei Campionati mondiali di nuoto in vasca corta 2021 è stata disputata il 16 e 17 dicembre presso l'Etihad Arena ad Abu Dhabi negli Emirati Arabi Uniti.
Vi hanno preso parte 50 atlete provenienti da 44 nazioni.

## Podio
| Posizione | Atleta            | Nazionalità |
| --------- | ----------------- | ----------- |
| Oro       | Louise Hansson    | Svezia      |
| Argento   | Kylie Masse       | Canada      |
| Argento   | Katharine Berkoff | Stati Uniti |

## Programma
| Data             | Ora   | Turno      |
| ---------------- | ----- | ---------- |
| 16 dicembre 2021 | 11:51 | Batterie   |
| 16 dicembre 2021 | 19:16 | Semifinali |
| 17 dicembre 2021 | 19:35 | Finale     |

## Record
Prima della manifestazione il record del mondo e il record dei campionati erano i seguenti.
| Record mondiale       | 54"89 | Minna Atherton Australia | 27 ottobre 2019 Budapest, Ungheria |
| Record dei campionati | 55"03 | Katinka Hosszú Ungheria  | 4 dicembre 2014 Doha, Qatar        |

## Risultati

### Batterie
I migliori 16 tempi accedono alle semifinali
| Pos | Batt | Corsia | Nome                    | Nazione                   | Tempo        | Note |
| --- | ---- | ------ | ----------------------- | ------------------------- | ------------ | ---- |
| 1   | 4    | 7      | Katharine Berkoff       | Stati Uniti               | 55.92        | Q    |
| 2   | 5    | 4      | Kira Toussaint          | Paesi Bassi               | 55.95        | Q    |
| 3   | 4    | 4      | Kylie Masse             | Canada                    | 56.12        | Q    |
| 4   | 5    | 5      | Louise Hansson          | Svezia                    | 56.41        | Q    |
| 5   | 5    | 7      | Rhyan White             | Stati Uniti               | 56.76        | Q    |
| 6   | 4    | 3      | Simona Kubová           | Rep. Ceca                 | 57.06        | Q    |
| 7   | 3    | 3      | Anastasija Škurdaj      | Bielorussia               | 57.07        | Q    |
| 8   | 3    | 4      | Maaike de Waard         | Paesi Bassi               | 57.09        | Q    |
| 9   | 3    | 1      | Wan Letian              | Cina                      | 57.36        | Q    |
| 10  | 4    | 5      | Margaret MacNeil        | Canada                    | 57.42        | Q    |
| 11  | 5    | 0      | Holly Barratt           | Australia                 | 57.72        | Q    |
| 12  | 3    | 7      | Peng Xuwei              | Cina                      | 57.82        | Q    |
| 13  | 4    | 6      | Silvia Scalia           | Italia                    | 58.05        | Q    |
| 14  | 3    | 6      | Hanna Rosvall           | Svezia                    | 58.33        | Q    |
| 15  | 4    | 1      | Anastasia Gorbenko      | Israele                   | 58.39        | Q    |
| 16  | 1    | 7      | Caroline Pilhatsch      | Austria                   | 58.43        | Q    |
| 17  | 5    | 3      | Margherita Panziera     | Italia                    | 58.46        |      |
| 18  | 4    | 2      | Ekaterina Avramova      | Turchia                   | 58.54        |      |
| 19  | 3    | 5      | Analia Pigrée           | Francia                   | 58.63        |      |
| 20  | 5    | 2      | Dar'ja Ustinova         | Fed. Nuoto Russa          | 59.15        |      |
| 21  | 5    | 6      | Daryna Zevina           | Ucraina                   | 59.36        |      |
| 22  | 3    | 8      | Stephanie Au            | Hong Kong                 | 59.58        |      |
| 23  | 5    | 8      | Laura Riedemann         | Germania                  | 59.64        |      |
| 24  | 4    | 0      | Nina Kost               | Svizzera                  | 59.76        |      |
| 25  | 3    | 2      | Danielle Hill           | Irlanda                   | 59.87        |      |
| 26  | 4    | 8      | Gabriela Georgieva      | Bulgaria                  | 59.94        |      |
| 27  | 5    | 9      | Eszter Szabó-Feltóthy   | Ungheria                  | 1:00.27      |      |
| 28  | 5    | 1      | Janja Šegel             | Slovenia                  | 1:00.30      |      |
| 29  | 3    | 9      | Chloe Isleta            | Filippine                 | 1:00.42      |      |
| 30  | 2    | 4      | Andrea Becali           | Cuba                      | 1:01.25      |      |
| 31  | 2    | 5      | Sarah Szklaruk          | Cile                      | 1:01.36      |      |
| 32  | 2    | 6      | Mia Blazhevska Eminova  | Macedonia del Nord        | 1:01.63      |      |
| 33  | 3    | 0      | Elisabeth Erlendsdóttir | Fær Øer                   | 1:02.40      |      |
| 34  | 2    | 3      | Ridhima Veerendrakumar  | India                     | 1:03.29      |      |
| 35  | 2    | 8      | Catarina Sousa          | Angola                    | 1:04.12      |      |
| 36  | 1    | 8      | Leiya Istanbouli        | Libano                    | 1:05.69      |      |
| 37  | 2    | 1      | Ganga Senavirathne      | Sri Lanka                 | 1:06.06      |      |
| 38  | 1    | 1      | Arianis Martínez        | Panama                    | 1:06.72      |      |
| 39  | 2    | 0      | Salome Nikolaishvili    | Georgia                   | 1:06.97      |      |
| 40  | 1    | 3      | Leilaa Al-Khatib        | Emirati Arabi Uniti       | 1:07.79      |      |
| 41  | 1    | 2      | Erina Idrizaj           | Kosovo                    | 1:08.47      |      |
| 42  | 1    | 4      | Bisma Khan              | Pakistan                  | 1:08.55      |      |
| 43  | 2    | 7      | Noor Yussuf Abdulla     | Bahrein                   | 1:08.72      |      |
| 44  | 2    | 9      | Lindsay Barr            | Isole Vergini Americane   | 1:10.07      |      |
| 45  | 1    | 9      | Kevern da Silva         | Saint Vincent e Grenadine | 1:10.71      |      |
| 46  | 1    | 5      | Jennifer Harding-Marlin | Saint Kitts e Nevis       | 1:11.63      |      |
| 47  | 1    | 0      | Patrice Mahaica         | Guyana                    | 1:12.24      |      |
| 48  | 1    | 6      | Aishath Sausan          | Maldive                   | 1:14.03      |      |
| -   | 2    | 2      | McKenna De Bever        | Perù                      | non partita  |      |
| -   | 4    | 9      | Elizabeth Jiménez       | Rep. Dominicana           | squalificata |      |

### Semifinali
I migliori 8 tempi accedono alla finale
| Pos | Batt | Corsia | Nome               | Nazione     | Tempo | Note |
| --- | ---- | ------ | ------------------ | ----------- | ----- | ---- |
| 1   | 1    | 5      | Louise Hansson     | Svezia      | 55.85 | Q    |
| 2   | 1    | 4      | Kira Toussaint     | Paesi Bassi | 56.05 | Q    |
| 2   | 2    | 3      | Rhyan White        | Stati Uniti | 56.05 | Q    |
| 4   | 2    | 5      | Kylie Masse        | Canada      | 56.07 | Q    |
| 5   | 2    | 4      | Katharine Berkoff  | Stati Uniti | 56.10 | Q    |
| 6   | 2    | 6      | Anastasija Škurdaj | Bielorussia | 56.65 | Q    |
| 7   | 1    | 6      | Maaike de Waard    | Paesi Bassi | 56.72 | Q    |
| 8   | 1    | 3      | Simona Kubová      | Rep. Ceca   | 57.26 | Q    |
| 9   | 2    | 7      | Peng Xuwei         | Cina        | 57.36 |      |
| 10  | 1    | 1      | Anastasia Gorbenko | Israele     | 57.45 |      |
| 10  | 2    | 2      | Wan Letian         | Cina        | 57.45 |      |
| 12  | 1    | 2      | Holly Barratt      | Australia   | 57.59 |      |
| 13  | 1    | 7      | Silvia Scalia      | Italia      | 57.62 |      |
| 14  | 2    | 1      | Hanna Rosvall      | Svezia      | 57.91 |      |
| 15  | 1    | 8      | Maggie Mac Neil    | Canada      | 58.13 |      |
| 16  | 2    | 8      | Caroline Pilhatsch | Austria     | 59.46 |      |

### Finale
| Pos. | Corsia | Atleta             | Nazionalità | Tempo | Note |
| ---- | ------ | ------------------ | ----------- | ----- | ---- |
|      | 4      | Louise Hansson     | Svezia      | 55.20 |      |
|      | 6      | Kylie Masse        | Canada      | 55.22 |      |
|      | 2      | Katharine Berkoff  | Stati Uniti | 55.40 |      |
| 4    | 5      | Kira Toussaint     | Paesi Bassi | 55.53 |      |
| 5    | 3      | Rhyan White        | Stati Uniti | 55.87 |      |
| 6    | 1      | Maaike de Waard    | Paesi Bassi | 56.11 |      |
| 7    | 8      | Simona Kubová      | Rep. Ceca   | 56.68 |      |
| 8    | 7      | Anastasija Škurdaj | Bielorussia | 56.99 |      |